# Royal Léopold Club
De Royal Léopold Club is een Belgische tennis-, hockey- en bridgeclub uit de Brusselse gemeente Ukkel. De club telt zo'n 2000 leden (ruim 1200 tennissers, ruim 600 hockeyers en zowat 100 bridgers). De Royal Léopold Club heeft 26 tennisterreinen in open lucht (waarvan 19 in gravel) en 2 hockeyvelden in kunstgras.

## Geschiedenis

### Oprichting
Op 11 februari 1893 werd in Ukkel een voetbalclub opgericht door baron Albert de Bassompierre, de latere Belgische ambassadeur in Japan, en 11 andere personen. Als eerbetoon aan koning Leopold II kreeg de club de naam Léopold Football Club.
Door de oprichting van een hockeyafdeling in 1895 werd de naam van de club gewijzigd in Léopold Club. In 1898 werd er een tennisafdeling opgericht. Een van de medeoprichters was Paul de Borman, de pionier van het Belgische tennis.

### Hockey
De hockeyclub, aangesloten bij de KBHB onder het stamnummer 111, vergaarde in de loop der jaren tal van landstitels in zowel de heren- als damescompetitie van het veldhockey. 

### Tennis
In 1901 werden de terreinen op Ten Bosch te klein en volgde de verhuis naar de huidige terreinen in het noorden van de gemeente Ukkel. De gronden met een oppervlakte van 7 hectare werden gehuurd van Alfred Brugmann, de broer en legataris van de net overleden bankier en filantroop Georges Brugmann.
Onder impuls van Paul de Borman en zijn echtgenote Anne de Borman groeide de club uit tot de meest succesvolle club van België. In 1920 en 1924 vertegenwoordigden Anne de Borman en Jean Washer België op de Olympische Spelen. In 1921 kreeg de club het predicaat Koninklijk en heette vanaf dan Royal Léopold Club. Het jaar nadien organiseerde de club de wereldkampioenschappen op gravel. Winnaars waren de Fransen Henri Cochet bij de mannen en Suzanne Lenglen bij de vrouwen. Ook bij het honderdjarig bestaan van België in 1930 werd er op de terreinen een internationaal toernooi georganiseerd.
Internationaal bleven de clubleden het eveneens goed doen. In 1931 en 1932 speelde Josane Sigart telkens de dubbelspelfinale in het toernooi van Wimbledon maar ze verloor beide finales.
De gloriejaren van de club waren de jaren 1950. In 1952 werd het grootste deel van de terreinen (5,5 hectare) definitief gekocht van de familie Brugmann en er werd een nieuw tennisstadion gebouwd met 4500 zitplaatsen (later uitgebreid naar 5000 zitplaatsen). Het nieuwe stadion werd vernoemd naar Paul de Borman. De inkrimping van de oppervlakte van de terreinen bracht met zich mee dat de voetbalclub diende te verhuizen. In 1954 voltrok zich de scheiding en ging de voetbalploeg apart verder onder de benaming Royal Léopold FC.
Ook op sportief vlak ging het de club voor de wind. Het duo Jacky Brichant-Philippe Washer won in 1953 en 1957 de finale van de Europese zone van de Davis Cup. De finale in 1957 vond plaats op de terreinen van de Royal Léopold Club. Beiden wonnen dat jaar eveneens de Nationale trofee voor sportverdienste.
Tussen 1969 en 1972 en tussen 1977 en 1981 had de Brussels Open voor mannen plaats op de terreinen van de Royal Léopold Club. Deelnemers waren onder andere Tom Okker, Ilie Năstase, Arthur Ashe en Ivan Lendl.
In 1998 vierde de club haar honderdjarig bestaan en twee jaar voordien was ze een van de stichtende leden van de Centenary Tennis Clubs met zetel te Lausanne.
Justine Henin was lid van de club toen ze in 1997 Belgisch kampioen enkelspel werd.